# Nova Aliança do Ivaí
Nova Aliança do Ivaí is een gemeente in de Braziliaanse deelstaat Paraná. De gemeente telt 1.434 inwoners (schatting 2009).